# Казас, Илья Ильич (врач)
Илья Ильич Каза́с (3 [15] июля 1860, Одесса, Херсонская губерния — около 1940) — русский и советский врач, доктор медицины, специалист по внутренним и детским болезням, гласный Симферопольской городской думы.

## Биография
Родился в 1860 году в Одессе в семье выпускника восточного факультета Императорского Санкт-Петербургского университета, караимского учителя Ильи Ильича Казаса. В 1879 году окончил с серебряной медалью Симферопольскую мужскую казённую гимназию. В 1881 году поступил на медицинский факультет Императорского Харьковского университета, из которого выпустился в 1886 году. Вернувшись в Симферополь, трудился ординатором в губернской земской больнице. При клинической лаборатории профессора Ю. Т. Чудновского (Санкт-Петербург) работал над докторской диссертацией на тему «К вопросу о влиянии солодовых вытяжек (мальц-экстрактов) на отправление желудка у здоровых людей». Защита прошла в 1894 году в Императорской военно-медицинской академии. С 1896 года находился в должности врача при Симферопольской татарской учительской школе, Симферопольском реальном училище и Симферопольской мужской казённой гимназии, в которой также преподавал гигиену. Параллельно состоял главным врачом больницы «Новиковской общины сестёр милосердия Российского общества Красного Креста», при которой действовали медицинские курсы сестёр милосердия, где Казас преподавал педиатрию и внутренние болезни.
В 1898 году в Варшаве крещён по обряду англиканской церкви миссионером Варшавской Евангелическо-Аугсбургской консистории Ч.-Г. Титтертоном.
С 1909 был гласным Симферопольской городской думы, избирался в состав санитарной исполнительной комиссии и временной комиссии думы по выработке плана санитарной организации Симферополя. Находясь с 1895 года в должности санитарного врача губернской столицы, выполнял большой объём работы по наведению санитарного порядка в городе.
После революции остался в Симферополе, работал заведующим поликлиникой, но через некоторое время был уволен «по сокращению штатов». В 1920-х годах принимал пациентов в доме № 4 по ул. Шмидта (Потёмкинской). Семья Казасов дружила с такими известными в Крыму деятелями науки и культуры как иеромонах Владимир (Пищулин), профессор Крымского педагогического института Е. Ф. Скворцов, директор краеведческого музея Д. С. Спиридонов.
Умер около 1940 года.

### Семья
- Жена — Евгения Рудольфовна Казас (1876—1969)[10], православного вероисповедания, участвовала в деятельности различных благотворительных организаций Симферополя. Дети:

- Сарра Ильинична Казас (в замужестве Кокенай; 1898—?), после освобождения Крыма в 1944 году вместе с матерью уехала в Германию, но позже Евгения Рудольфовна вернулась в Крым к младшему сыну Сергею.
- Илья Ильич Казас (1899—1944), поэт-футурист, школьный учитель, погиб при освобождении Севастополя.
- Сергей Ильич Казас (1908—1968), врач-невропатолог, участник Великой Отечественной и советско-японской войн. С 1956 года работал заведующим неврологическим отделением Хлебниковского окружного военного госпиталя. Подполковник медицинской службы.

- Внук — Илья Сергеевич Казас (1937—2010), врач-хирург, кандидат медицинских наук, работал в Москве.

В Симферополе семья Казасов проживала в собственном доме по ул. Менделеева, 9.

## Общественная деятельность
- Учредитель и член правления Симферопольского общества «Детской помощи» (с 1902);
- Товарищ (заместитель) председателя «Таврического отдела вспомогательной медицинской кассы им. Чистовича» (с 1912);
- Член правления «Общества вспомоществования недостаточным ученикам Симферопольского Николая II реального училища»;
- Жертвователь в фонд Симферопольского благотворительного общества, в пользу Таврического лазарета и пр.[6]